# Lemon8
Lemon8是一款社交媒体应用程序，由中国大陆互联网公司字节跳动的新加坡关联公司Heliophilia Pte. Ltd.所有。Lemon8于2020年推出，其功能与小红书类似，名称来源于“Lemonade”，寓意“希望能像一杯提神的柠檬水一样分享新鲜的事物”；而“8”则来源于“∞”，寓意“无穷大”。

## 历史
Lemon8于2020年5月（一说2020年3月）首次在日本以Sharee名称推出，于2021年9月改为现名，随后进入泰国等东南亚市场。2022年3月，Lemon8达到100万次下载量。2023年2月，Lemon8在美国和英国推出，在网红营销的影响下，一个月后成为美国区App Store上下载量最多的应用程序之一。
2024年11月，Lemon8开始与TikTok整合，允许用户在服务之间链接个人资料并查找关注者。

## 内容
Lemon8的功能与Instagram、Pinterest和中国应用程序小红书相似，特别注重针对女性的生活方式内容（如美容、美食和家居装饰）。

## 运营
虽然Lemon8被认为是在新加坡注册的私人公司Heliophilia Pte. Ltd.的产品，但该公司与TikTok在该国的办事处地址完全相同。TikTok的全球总法律顾问也代表Lemon8发言。

## 审查

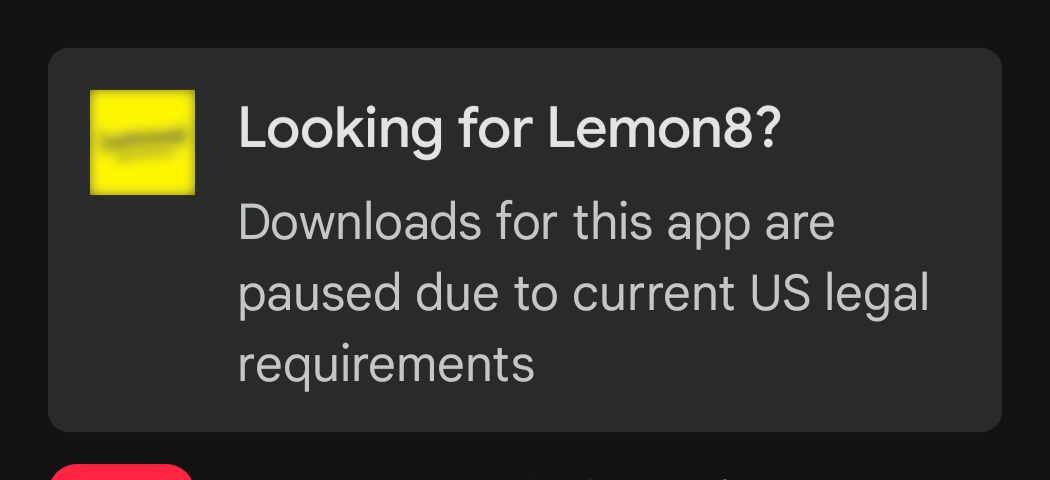
禁令生效期间，在Google Play商店中搜索Lemon8的美国用户显示的提示消息

2023年，Lemon8在美国推出之际，字节跳动和TikTok在美国的业务也受到了审查；议员们对Lemon8表示担忧，因为其与TikTok的母公司字节跳动有关联。德国马歇尔基金会技术和地缘政治负责人、前拜登政府技术顾问林赛·戈尔曼表示“Lemon8的业务与收集用户信息有关，而且作为字节跳动的子公司，Lemon8的所有权结构与字节跳动相同，所以我认为会出现同样的问题”。
2025年1月，在美国最高法院就国会禁止字节跳动或其子公司在美国运营社交网络服务的法案进行口头辩论之前，TikTok开始越来越多地向美国用户发布Lemon8的赞助帖子以宣传该应用程序。这些广告将Lemon8宣传为“备用应用程序”，强调其与TikTok帐户的集成，并暗示它是一个“政府不会100%控制我们所看到的内容”的平台。1月19日，在该法案被认定符合宪法后，Lemon8被列入美国所有字节跳动旗下应用程序的暂停服务名单中。1月31日，德克萨斯州州长格雷格·阿博特宣布，禁止在该州所有政府设备上使用Lemon8。
2025年2月14日，Lemon8与TikTok等11款字节跳动应用程序恢复在美区App Store和Google Play Store上架。